# Кевін Фолланд
Кевін Фолланд (нім. Kevin Volland, нар. 30 липня 1992, Марктобердорф) — німецький футболіст, нападник клубу «Уніон» (Берлін).

## Клубна кар'єра

### Ранні роки
Народився 30 липня 1992 року в місті Марктобердорф. Фолланд почав грати у футбол у клубі «Тальгофен». У 13 років він перейшов в «Меммінген», який грав на найвищому для юніорів на той момент регіональному рівні. Після їх вильоту у 2006 році Фолланд перебрався в «Таннгаузен», щоб далі грати на тому ж рівні. Влітку 2007 року його прийняли в академію клубу «Мюнхен 1860», який також надав йому місце в клубному молодіжному інтернаті.

### «Мюнхен 1860»
У ході підготовки до сезону 2010/11 тренер «левів» Райнер Маурер вирішив залучити Фолланда, як і його ровесників Моріца Ляйтнера, Даніеля Гофштеттера і Маркуса Цирайса (з яким Фолланд разом жив у гуртожитку після інтернату) до тренувань з основною командою. Кевін пройшов повністю всю підготовку основної команди до сезону і вийшов на поле у 12 з 14 товариських зустрічей. Дебютував в офіційних матчах в кубковій грі проти «Верля». У Другій Бундеслізі він вперше зіграв 26 вересня 2010 року, у виїзній грі в Аугсбургу. До зимової паузи він ненадовго виходив на поле ще в 6 матчах.

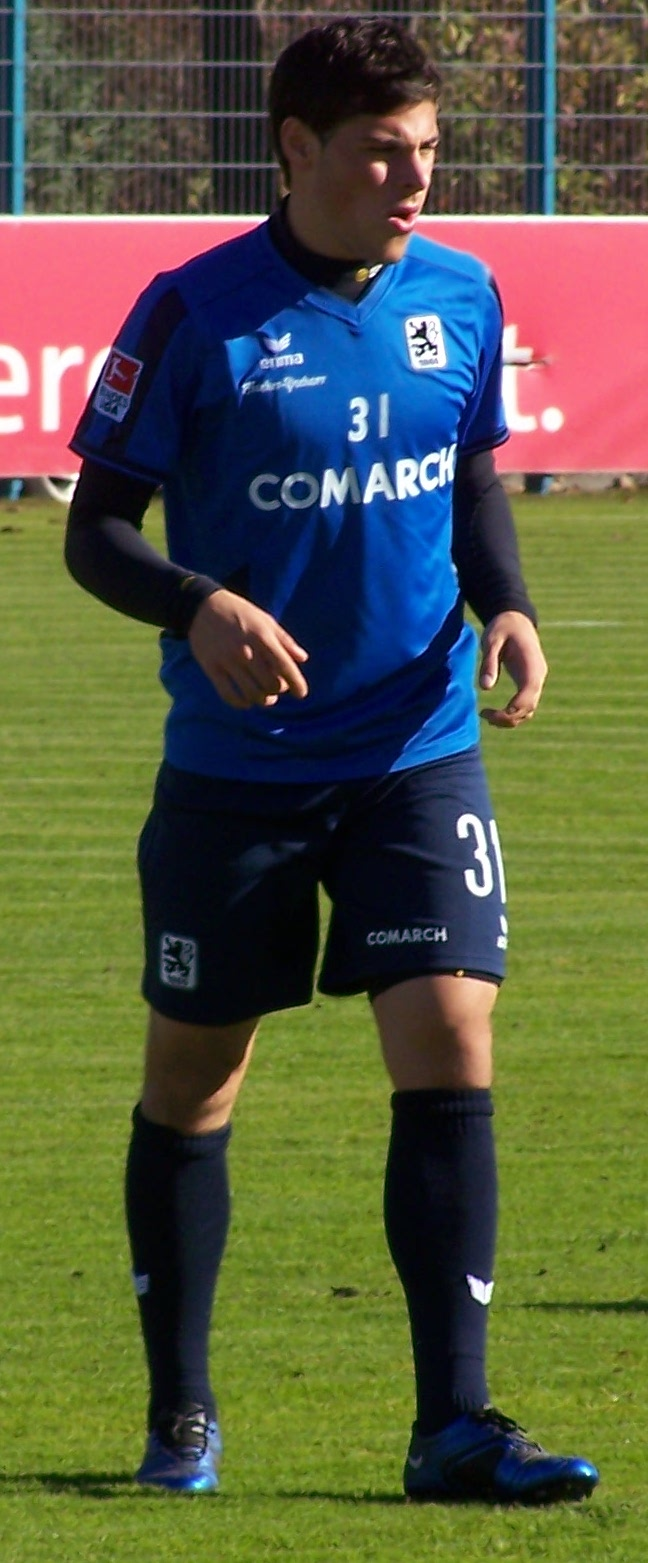
Кевін Фолланд під час виступів за «Мюнхен 1860». 29 жовтня 2010 року.

У січні 2011 року Фолланд підписав контракт до 2015 року з клубом Бундесліги «Гоффенгайм 1899», але залишився у Мюнхені на правах оренди. Орендний договір був укладений до літа 2012 року, але «Гоффенгайм» мав можливість повернути до себе гравця вже на початку 2012 року.
У грі проти «Оснабрюка» Фолланд вперше був заявлений у стартовий склад. В цьому матчі він також відзначився своїм першим голом за «левів» в офіційних іграх. У наступних 15 зустрічах до кінця сезону  молодий нападник завжди виходив на поле з перших хвилин, при цьому він забив 5 м'ячів і віддав 4 результативні передачі. Після закінчення сезону він ще раз зіграв за молодіжну команду мюнхенців до 19 років, яка пробилася у фінальну стадію розіграшу молодіжного чемпіонату Німеччини. В обох зустрічах з однолітками з «Кайзерслаутерна» він вийшов на поле з початку гри, однак це не допомогло молодим «левам» перемогти.
Новий сезон 2011/2012 Фолланд також провів як основним форвард команди. В перших 6 іграх Кевін відзначився чотирма забитими м'ячами. У середині листопада стало відомо, що «Гоффенгайм» не скористається можливістю повернути собі нападника взимку. У першій половині сезону Фолланд став найкращим бомбардиром команди, забивши 10 разів в 21 офіційній грі. За підсумками сезону став найкращим бомбардиром команди з 14 забитими м'ячами.

### «Гоффенгайм 1899»
Влітку 2012 року гравець приєднався до «Гоффенгайма». 3 листопада 2012 року він забив свій перший гол у Бундеслізі в своєму десятому офіційному матчі за клуб у ворота «Шальке 04». Всього ж протягом сезону Фолланд забив шість м'ячів і віддав 12 гольових передач. У наступному сезоні Фолланд покращив свій гольовий здобуток, забивши 11 м'ячів і віддавши вісім передач. В нагороду за хороші результати в липні 2013 року клуб продовжив контракт з гравцем до 2017 року. А у травні 2015 року контракт був продовжений аж до 2019 року.
22 серпня 2015 року Кевін встановив новий рекорд найшвидшого голу в історії Бундесліги, забивши на 9 секунді матчу проти чемпіона країни «Баварії».
Всього встиг відіграти за клуб з Зінсгайма 132 матчі в національному чемпіонаті.

### «Баєр 04»
20 травня за 18 млн євро став гравцем клубу «Баєр 04». 
Всього відіграв за «фармацевтів» 115 матчів у національному чемпіонаті.

### «Монако»
2 вересня 2020 підписав з «Монако» контракт до 2024.

## Виступи за збірні
16 жовтня 2008 року дебютував у складі юнацької збірної Німеччини в матчі проти однолітків з Чехії. Наступного року у складі цієї збірної потрапив на чемпіонаті світу серед юнацьких команд у Нігерії. Кевін зіграв в останній грі групового етапу проти збірної Гондурасу, в якій забив свій єдиний гол за збірну Німеччини до 17 років, а також в 1/8 фіналу, де німці програли майбутнім переможцям турніру швейцарцям. Всього взяв участь у 24 іграх на юнацькому рівні, відзначившись 13 забитими голами.
Протягом 2011–2015 років залучався до складу молодіжної збірної Німеччини. У її складі був учасником молодіжних Євро-2013, де команда не змогла вийти з групи, та Євро-2015, на якому німці стали півфіналістами, а Фолланд забив 2 голи і потрапив в символічну збірну турніру. Всього на молодіжному рівні зіграв у 19 офіційних матчах, забив 10 голів.
13 травня 2014 року дебютував в офіційних матчах у складі національної збірної Німеччини у товариській грі проти збірної Польщі (0:0). Наразі провів у формі головної команди країни 15 матчів, забив 1 гол.
| Дата       | Місто         | Господарі  | Результат | Гості             | Турнір                  | Голи | Примітки |
| ---------- | ------------- | ---------- | --------- | ----------------- | ----------------------- | ---- | -------- |
| 13-5-2014  | Гамбург       | Німеччина  | 0 – 0     | Польща            | товариський матч        | -    | 71'      |
| 14-11-2014 | Нюрнберг      | Німеччина  | 4 – 0     | Гібралтар         | Відбір до ЧЄ 2016       | -    | 60'      |
| 18-11-2014 | Віго          | Іспанія    | 0 – 1     | Німеччина         | товариський матч        | -    |          |
| 8-10-2015  | Дублін        | Ірландія   | 1 – 0     | Німеччина         | Відбір до ЧЄ 2016       | -    | 84'      |
| 13-11-2015 | Сен-Дені      | Франція    | 2 – 0     | Німеччина         | товариський матч        | -    | 79' 85'  |
| 29-3-2016  | Мюнхен        | Німеччина  | 4 – 1     | Італія            | товариський матч        | -    | 85'      |
| 31-8-2016  | Менхенгладбах | Німеччина  | 2 – 0     | Фінляндія         | товариський матч        | -    |          |
| 11-10-2016 | Ганновер      | Німеччина  | 2 – 0     | Північна Ірландія | Відбір до ЧС 2018       | -    | 81'      |
| 11-11-2016 | Серравалле    | Сан-Марино | 0 – 8     | Німеччина         | Відбір до ЧС 2018       | 1    | 71'      |
| 15-11-2016 | Мілан         | Італія     | 0 – 0     | Німеччина         | товариський матч        | -    | 60'      |
| 2-6-2021   | Інсбрук       | Німеччина  | 1 – 1     | Данія             | товариський матч        | -    | 79'      |
| 15-6-2021  | Мюнхен        | Німеччина  | 0 – 1     | Франція           | ЧЄ 2020 - груповий етап | -    | 88'      |
| 23-6-2021  | Мюнхен        | Німеччина  | 2 – 2     | Угорщина          | ЧЄ 2020 - груповий етап | -    | 82'      |
| 11-11-2021 | Вольфсбург    | Німеччина  | 9 – 0     | Ліхтенштейн       | Відбір до ЧС 2022       | -    | 64'      |
| 14-11-2021 | Єреван        | Вірменія   | 1 – 4     | Німеччина         | Відбір до ЧС 2022       | -    | 73'      |
| Усього     |               | Матчів     | 15        |                   | Голів                   | 1    |          |